# Classica Sarda Sassari-Cagliari 2011
De Classica Sarda Sassari-Cagliari 2011 werd gereden op zondag 27 februari en maakte deel uit van de UCI Europe Tour 2011. De wedstrijd ging over 194 kilometer en werd gewonnen door Pavel Broett.